# Hilma Lövblom
Hilma Linnea Lövblom (* 16. August 2000 in Täby, Stockholms län) ist eine schwedische Skirennläuferin. Sie ist auf die technischen Disziplinen Riesenslalom und Slalom spezialisiert.

## Biografie

### Jugend und Europacup
Die aus dem Stockholmer Vorort Täby stammende Hilma Lövblom bestritt im Alter von 16 Jahren in Kåbdalis ihre ersten beiden FIS-Rennen. Im November 2017 gab sie in zwei Slaloms in Funäsdalen ihr Debüt im Europacup. Ein Jahr später klassierte sie sich am selben Ort erstmals in den Punkterängen. Bei ihren ersten Juniorenweltmeisterschaften im Fassatal schied sie bei ihrem einzigen Start im Riesenslalom im zweiten Durchgang aus. Im Dezember 2019 gewann sie in China einen Riesenslalom im Rahmen des Far East Cup, bei ihren zweiten Juniorenweltmeisterschaften in Narvik wurde sie in ihrer Paradedisziplin Siebente. In der Saison 2020/21 konnte sie ihre Europacup-Ergebnisse deutlich verbessern und erreichte zu Saisonbeginn als Riesenslalomdritte in Hippach ihren ersten Podiumsplatz. Nach ihrem ersten Europacupsieg in Berchtesgaden startete sie bei den Juniorenweltmeisterschaften in Bansko in Super-G, Riesenslalom und Slalom, konnte aber keines der drei Rennen beenden. Nach einem durchwachsenen Winter kehrte sie 2022/23 in die Erfolgsspur zurück und sicherte sich mit zwei Siegen in Gällivare sowie zwei weiteren Podestplätzen den Gewinn der Europacup-Riesenslalomwertung.

### Weltcup und Großereignisse
Lövblom gab am 16. Januar 2021 im ersten Riesenslalom von Kranjska Gora ihr Weltcup-Debüt. Ihre ersten Weltcup-Punkte gewann sie im Dezember desselben Jahres mit Platz 29 in Courchevel. Danach rang sie mit Nichtqualifikationen und Ausfällen, kam aber aufgrund ihrer Europacup-Erfolge bei den Olympischen Spielen in Peking zum Einsatz. Nachdem Lövblom im Riesenslalom ausgeschieden war, belegte sie mit der Mannschaft Platz 13. Im Januar 2023 stellte sie mit Rang 13 auf dem Kronplatz ihr bis dahin bestes Weltcup-Ergebnis auf. Bei ihren ersten Weltmeisterschaften in Courchevel/Méribel schied sie im ersten Lauf des Riesenslaloms aus. Am Ende der Saison wurde sie in Sollefteå erstmals schwedische Meisterin im Riesenslalom.

## Erfolge

### Olympische Spiele
- Peking 2022: 13. Mannschaftswettbewerb

### Weltcup
- 1 Platzierung unter den besten 15

### Weltcupwertungen
| Saison  | Gesamt | Gesamt | Riesenslalom | Riesenslalom |
| Saison  | Platz  | Punkte | Platz        | Punkte       |
| ------- | ------ | ------ | ------------ | ------------ |
| 2021/22 | 127.   | 2      | 54.          | 2            |
| 2022/23 | 89.    | 26     | 37.          | 26           |
| 2023/24 | 111.   | 12     | 44.          | 12           |

### Europacup
- Saison 2020/21: 3. Riesenslalomwertung
- Saison 2022/23: 10. Gesamtwertung, 1. Riesenslalomwertung
- 7 Podestplätze, davon 3 Siege:

| Datum            | Ort           | Land        | Disziplin    |
| ---------------- | ------------- | ----------- | ------------ |
| 14. Februar 2021 | Berchtesgaden | Deutschland | Riesenslalom |
| 4. März 2023     | Gällivare     | Schweden    | Riesenslalom |
| 5. März 2023     | Gällivare     | Schweden    | Riesenslalom |

### Far East Cup
- Saison 2019/20: 10. Riesenslalomwertung
- 2 Podestplätze, davon 1 Sieg:

| Datum             | Ort               | Land  | Disziplin    |
| ----------------- | ----------------- | ----- | ------------ |
| 10. Dezember 2019 | Taiwoo Ski Resort | China | Riesenslalom |

### South American Cup
- Saison 2022: 7. Riesenslalomwertung
- 1 Sieg:

| Datum              | Ort          | Land        | Disziplin    |
| ------------------ | ------------ | ----------- | ------------ |
| 13. September 2022 | Cerro Castor | Argentinien | Riesenslalom |

### Juniorenweltmeisterschaften
- Narvik 2020: 7. Riesenslalom

### Weitere Erfolge
- 1 schwedischer Meistertitel (Riesenslalom 2023)
- 3 schwedische Jugendmeistertitel (Riesenslalom 2017 und 2018, Slalom 2018)
- 19 Siege in FIS-Rennen